# 阿彌神社 (阿見町中郷)

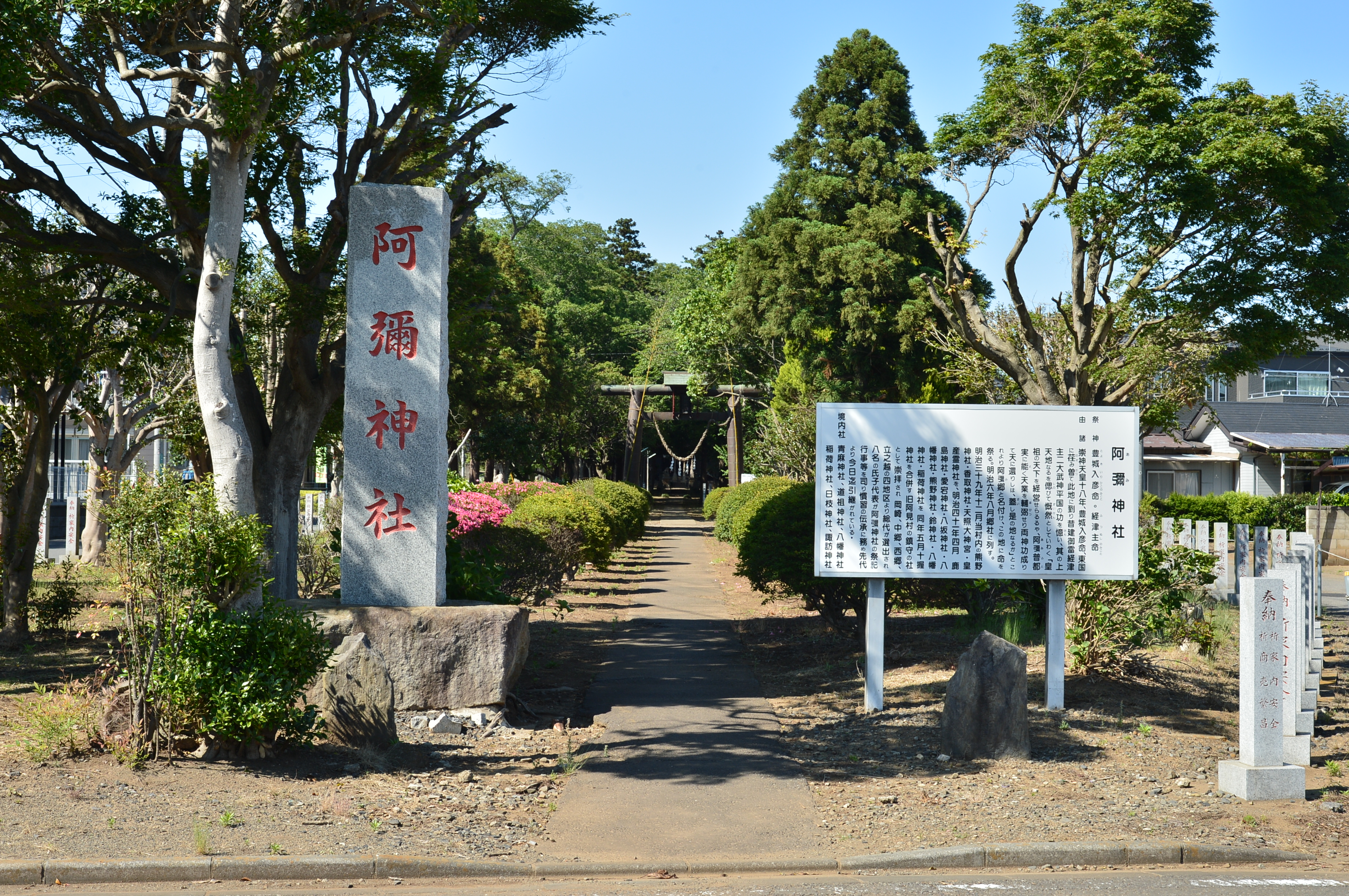
境内入口

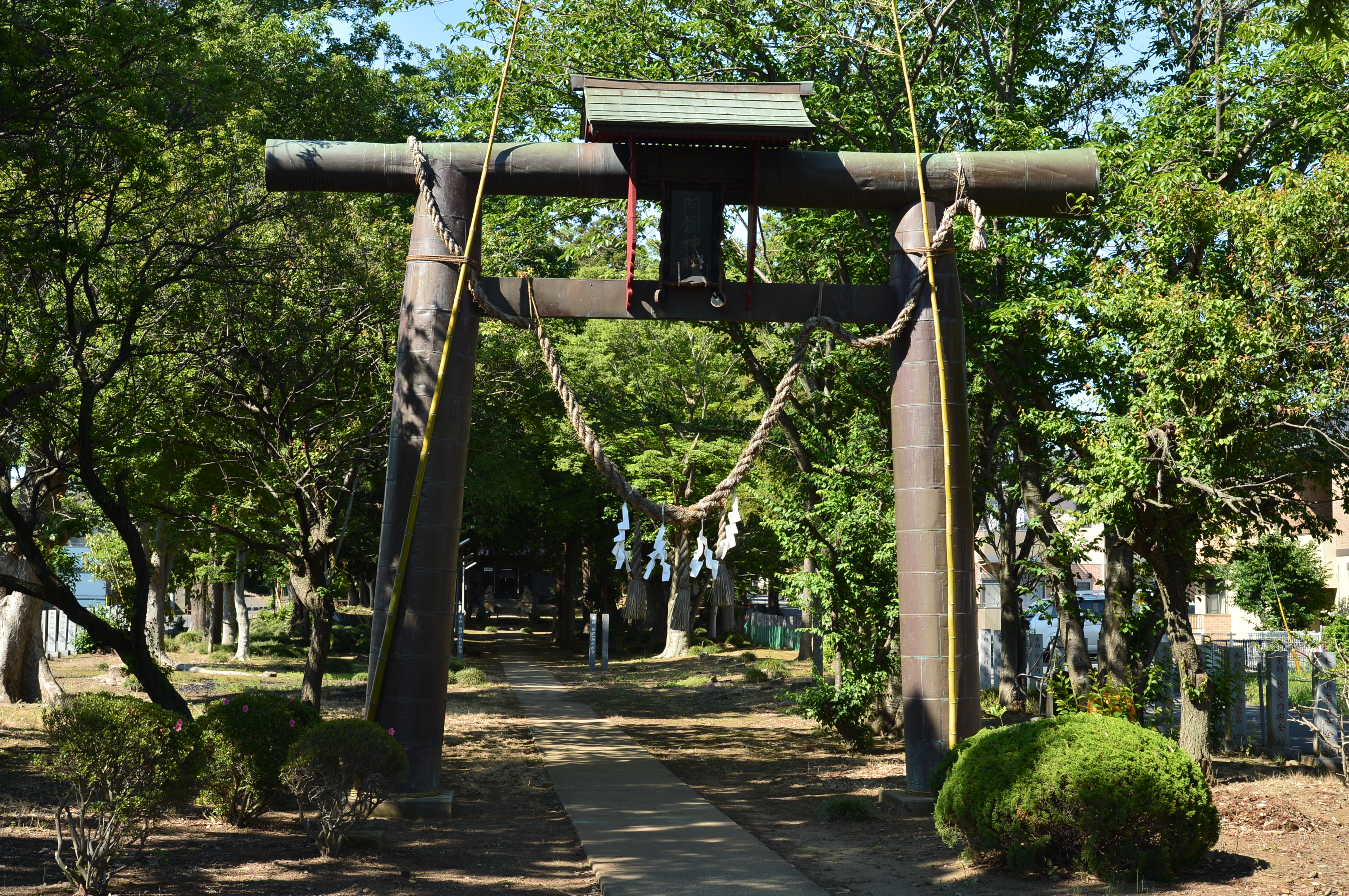
鳥居

阿彌神社（あみじんじゃ、阿弥神社）は、茨城県稲敷郡阿見町中郷二丁目25番（旧信太郡阿見村）にある神社。明暦棟札では「大明神」、江戸中期の資料では「鹿島明神」と呼ばれていた。阿見町竹来にある同名の阿彌神社とともに、延喜式神名帳の常陸国信太郡二座の一社（小社）「阿彌神社」の論社（式内社）である。近代社格制度における社格は旧郷社。

## 祭神
主祭神
豊城入彦命
配神
應神天皇
天鈿女命
熊野神魯岐櫛御気命
倉稲魂命
速玉之男命
経津主神
高皇産霊神
菊理姫命
迦具土命
伊邪那美命
事解男命
天照大御神
武甕槌命

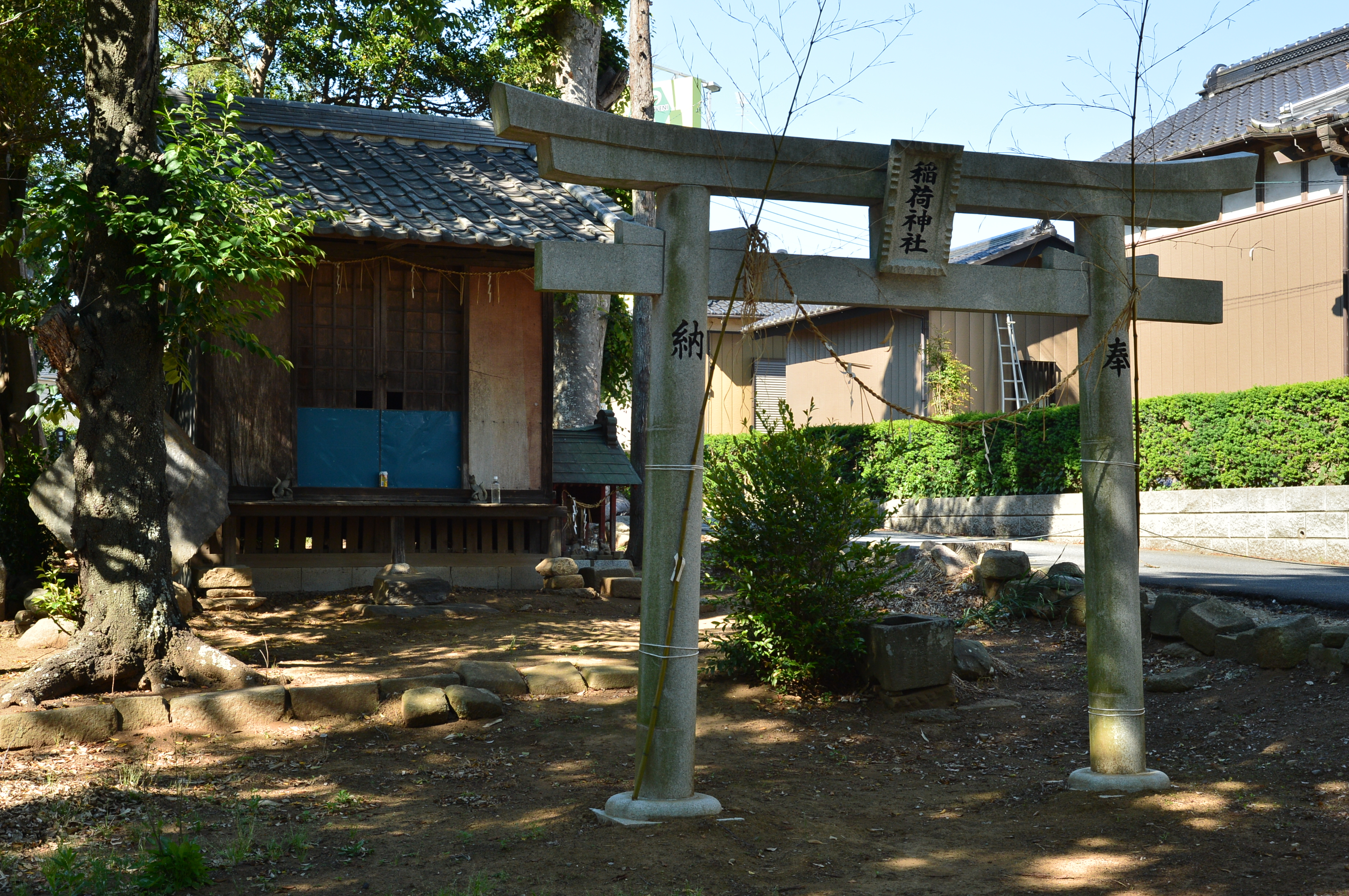
境内にある稲荷神社

配神の十三柱は、明治末期の神社整理により合祀された神々である。
1. 明治39年12月（1906年）、村内の無格社4社を合祀。
  - 熊野神社（熊野神魯伎櫛御気命、菊理比咩命、伊邪那美命、速玉之男命、事解之男命）
  - 香取神社（経津主神）
  - 天照太神宮（天照皇大神）
  - 皇産霊神社（高皇産霊命）
2. 明治41年3月（1908年）、大室の無格社5社及び烏山の無格社4社を合祀。
  - 鹿島神社、愛宕神社、八坂神社、八幡神社、熊野神社
  - 鹿島神社、鈴神社、八幡神社、稲荷神社
3. 明治41年4月（1908年）、廻戸の無格社1社を合祀。
  - 十握神社（経津主神）

十握神社は単立社（阿見町廻戸）として存続している。元々は竹来阿彌神社と関連の深い神社である。

### 境内社
明治神社誌料には、下記の7社が記載されている。
- 青麻神社（天兒屋根命、手力雄之命）
- 道祖神社（久那土之命）
- 八幡神社二社（誉田別尊）
- 稲荷神社（宇気母智命）
- 日枝神社（大山咋命）
- 諏訪神社（経津主命）

社殿の右殿側（西側）裏手には、境内社の石祠、又は合祀により移築されたと思われる石祠が並んでいる。
境内社のうち筆頭の規模を持つものは、左殿側（東側）にある稲荷神社である。
上記のほか、境内西側に旧霞ヶ浦海軍航空隊の営内神社であった霞ヶ浦神社の本殿（神明造）が保存されている。廃絶しているため、正式な境内社に数えられたことはないが、社殿の規模としては筆頭格である。

### 祭礼
例祭は10月1日に行われる。
神事以外では、11月下旬に酉の市が開かれる。

### 霞ヶ浦神社本殿
参道の西側にある神明造の社殿は、霞ヶ浦海軍航空隊の敷地内にあった霞ヶ浦神社の本殿である。
大正11年（1922年）、阿見町に霞ヶ浦海軍飛行隊が創設された。当初は航空機の整備及び操作に関する技術が不十分だったこともあり、訓練中の死亡事故が多発していたが、勤務中に殉職した者は戦没者（戦死病没者）とは区分され、正式には靖国神社には祀られなかった。大正14年（1925年）、航空隊の副長兼教頭であった山本五十六は、こうした航空殉難者を祀る神社の創祀を発案した。航空殉難者を祀る営内神社としては、最古の事例とされている。なお、土浦全国花火競技大会も、同年の大正14年（1925年）、神龍寺（土浦市文京町）住職の秋元梅峯が、航空隊の航空殉難者の慰霊と、関東大震災で疲弊した商店街の復興への願いを込めて花火を打ち上げたことを起源としている。
大正14年10月23日（1925年）、神田明神宮司を斎主に招き、航空隊創設以来、犠牲となった25名の英霊の招魂祭が執行された。大正15年3月（1926年）、神明造（建坪一坪）の社殿が竣工し、同年4月30日、霞ヶ浦神社鎮座祭が執行された。当時は敷地内に600余坪の神苑を有していた。「之に要したる労力は特に専門技術を要するの外は悉く隊員の奉仕にして経費千八百余円全く隊員の拠出に拠れり」（霞ヶ浦神社建設の由来）とあり、創建は隊員の奉仕によるところが大きかった。終戦までに霞ヶ浦神社に合祀された英霊は5,573柱、霊璽録（霊名録）は16巻であった。
敗戦後、霞ヶ浦神社の本殿は、廃棄を免れるため阿彌神社の境内に移された。霊璽録は農家に分散して秘匿された後、昭和30年12月（1955年）、旧海軍航空殉職者慰霊塔奉賛会により海軍航空隊殉職者慰霊塔が建立され、その基部に納められた。この慰霊塔は阿見町立中郷保育所付近にある。
土浦海軍航空隊（現在の陸上自衛隊武器学校）にも同旨の土浦航空隊神社があり、有志により社殿が民家に、大鳥居がつくば市小白硲（こじらはざま）の鹿島神社に移築され、現存している
移築により破棄を免れた営内神社には、戦後も慰霊祭が続けられた例もあるが、霞ヶ浦神社の場合は神体（霊璽録）が戻されることはなかった。そのため移築以来、形式的には廃絶状態になっており、注連縄や榊も見られない。ただし、社殿の区画が整備され、屋根がトタン板で補強修繕されているなど、一定の保存活動は行われている。また、一際目立つ社殿であることから、上記の経緯を把握しているか否かにかかわらず、参拝の対象となる例もあるものと思われる。

## 由緒

### 正伝
創建は、社伝によれば和銅元年（708年）である。
社伝は、現在の阿見町の自治体名にも承継されている「阿彌」の地名伝承と、「阿彌神社」の創祀伝承により構成されている。戦前戦後を通じた正伝であり、境内案内板のほか、明治神社誌料等の古い誌料にも記載されている。
崇神天皇18年、豊城入彦命が東国平定に任じられて、曾て（かつて）この地を訪れた。
豊城入彦命は「御雷経津両神」（建御雷神、経津主神）の功を懐（おも）い、慨然として「皇祖の天下を経営せらるるや阿彌普都、実に能く天業を輔弼せり、両神功成るに逮て天に還りしと、蓋是地に於てする乎」と述べた。この言葉によりこの地を阿彌郷と称するようになった。
元明天皇和銅元年（708年）、上記の伝承に基づき、豊城入彦命を祀る祠をこの地に建て、阿彌神社と称した。
豊城入彦命の言葉にある「普都」とは、常陸国風土記の信太郡の条にある「普都大神」の神名である。この神話は「高来里」の旧事として記載されている。また、社伝では「両神」としているが、普都神話において葦原の中つ国の荒ぶる神を平定（言向け）し、天に還った神は、普都大神一柱である。
阿彌は延喜式神名帳の「阿彌神社」、和名類聚抄の「阿彌郷」に遡る古い地名であるが、現代に伝わる常陸国風土記（抄本）には登場しない。その字義については、新編常陸国誌は「阿彌社よりして郷名と成れるにや、又郷名を以て社に名づけるにや、名義詳ならず」としている。
新編常陸国誌は、式内の阿彌神社が竹来阿彌神社であることを前提としつつ、古代の「高来里」の領域と、延喜式以後の「阿彌郷」及び「高来郷」の領域には交錯する部分があったのではないかと注記している。これを当社の立場から見れば、豊城入彦命が訪れた地は当時「高来里」であって、その旧事（普都神話）に言及した地が、後世の「阿彌郷」になったと解することもできる。なお、社伝は豊城入彦命の「普都大神の登天の地とは、蓋しこの地のことであろう」という趣旨の言葉と、その言葉があったという事跡に基づき豊城入彦命を奉斎したという創祀の由来を伝えるものであり、当地を普都大神の登天の地と主張するものではない。
明治神社誌料は「命（豊城入彦命）は大網公の始祖なれば、蓋本社は其の後裔の祀る所なるか」と、大網公と関連付ける考察を付している。この「あみ」と「大網公」の類似性に着目する考察は、江戸末期の常陸国郡郷考に既に見えるものである。

### 別伝
式内社調査報告（巻11, 1976年）には、下記を大略とする別伝が記載されている。江戸末期から明治期にかけての地誌、神社誌料及び現在の境内案内板には、この別伝は言及されていない。よって、これは戦前戦後を通じて公的に語られてこなかった異伝である。
持統天皇5年（691年）の夏、霞ヶ浦沖に光が出るので漁師が網を下ろすと、風雨とともに異人が現れた。
異人は「海の神小童の神」と名乗り、霞ヶ浦の大毒魚の悪光が不漁と国家の愁をもたらすと言い残し、波底に沈んだ。すると雲が晴れて波が静まった。
漁師は「海の神小童の神」を祀る「海神社」を村内の浄地に建立したが、後に社名が転訛して「網神社」になった。
孝謙天皇天宝勝宝2年（750年）、神託により豊城入彦命を合祀した。
新編常陸国誌に、阿彌について「寛文御朱印には、網に作り、元禄郷帳には、安見に作れり」とあり、歴史的に地名の「あみ」を「網」と表記する事例は存在した。ただし、現在の当社には水に関する信仰又はその痕跡はみられない。本殿は（霞ヶ浦がある北ではなく、中郷集落のある）南を向いており、社地は霞ヶ浦湖岸の段丘崖から若干離れた場所にある。ただし、中郷集落の区域に限れば、霞ヶ浦により近い北方に位置している。
豊城入彦命の合祀については、海信仰、海神信仰からの変化とみれば正伝と重なる部分もあるが、創祀の部分については明治期の誌料には不自然なほど取材がない。式内社論争の影響で口碑の一部が脱落したか、明治末期に合併した神社の伝承や民話が関与している可能性も考えられる。

### 中近世以降
正伝及び別伝に関わらず、近世の祭神は武甕槌命だった。
- 明暦3年（1657年）の棟札写に、本地十一面観音（本地垂迹説における武甕槌命の本地）を祀ると記されている。
- 享保明和年間（1716-1771年）の資料に、鹿島明神を祀ると記されている。

安永年間（1772-1778年）、竹来阿彌神社、熊野権現とともに式内の阿彌神社を巡る式内社論争が起こり、文政12年（1829年）に寺社奉行の裁許を仰ぐに至った。現在は、中郷と竹来が論社となっている。熊野権現は江戸時代においては有力な社であったが、神主が途絶えたことにより衰退し、中郷阿彌神社に合併された。当社の北方にある舌状台地を「立の腰の権現山」といい、小字に熊野脇という地名も残っている。
明治以前の地誌等の式内社論争に関する判断は、下記の通りである。
- 常陸誌料郡郷考は「今阿見村にあり」と中郷社に比定し、竹来社を「風土記古祠」の「高来祠」として取り扱っている。「按社伝に豊城入彦命を祭る姓氏録云、大網君、豊城入彦命六世孫、下野君奈良弟真若君之後也、これ子孫の名に因て社号とせり豊城入彦命は茨城国造の祖なれば此地に祭らしにや式出雲風土記共に神門郡同名の神あり猶考ふべし[14]」と注記し、大網君が茨城国造の祖神として豊城入彦命を祀り、その氏人の名が社号に転じたのではないかとしている。
- 新編常陸国誌は竹来社に比定している。村落の項を含めて、中郷社に関する記述自体がみられない。
- 神社覈録は「在所分明ならず」とし、「鎮座記、地名記共に高来郷竹来村と云り、式社考、□考等には阿彌村と云り」と注記している。
- 特選神名牒は竹来社に比定している。
- 大日本地名辞書は中郷社に比定し、竹来説を熱心に否定している。本書は常陸国風土記の「高来里」の遺称地についても独自説を立てている。
- 明治神社誌料は「学者往々竹来の二宮を以て式の阿彌とす、近著の大日本地名辞書も亦当社を以て式の阿彌とし、竹来二宮を以て阿彌とするの非を弁せり、但、是より先郡郷考式社考亦当社を以て式の阿彌とす」と、それまでの論争の状況をまとめている。

地理的には、阿見と竹来は、少なくとも和名類聚抄（阿彌郷、高来郷）の時代から、昭和30年（1955年）の舟島村の阿見町への編入まで、その領域が重なったことはない。阿見は延喜式神名帳の「阿彌神社」、竹来は常陸国風土記の「高来里」にみえる、それぞれ由緒のある地名を承継してきた。よって、竹来社は昭和中期まで他の地域の地名（阿見にはない阿彌神社）を称していたことになる。
天明元年（1781年）、式内社論争を受けて「大明神」から「阿彌神社」に社号を変更した。この時期に豊城入彦命一柱を祀る社としての社伝が固まったと考えられる。新編常陸国誌は、阿彌郷の字義に関する考察として「今の（竹来阿彌神社の）社説には、大網公の祖、豊城入彦命を祭ると云へり、さらば社の名より郷に名づけしと聞ゆれど、思ふに是説古伝にてはあるべからず、中世神道者流の説より出でしものと見ゆれば、信じ難し」と付け加え、郡郷考に記述されたような考察が伝播していること、及びこれを（竹来阿彌神社の社説としては）信じ難いとする評価を付記している。ただし、新編常陸国誌（明治期の栗田による補筆部分）が郡郷考に記載された中郷社の存在を認識していない点は不自然でもあり、豊城入彦命の注記については、竹来社と中郷社を混同し、中郷社の社伝（豊城入彦命を祭神とし、社名と郷名を関連付けるという2点に共通項がある）を竹来社のものとして記載した可能性も考えられる。
明治7年（1874年）、近代社格制度において郷社に列格した。
社地は霞ヶ浦、清明川、花室川支流に挟まれた台地上にある。中郷集落の北方の離れた位置にあり、旧軍関連施設の開発地域にも重ならなかったため、昭和末期まで主要道路も接続しないような畑中にあった。この周辺環境が一変したのは、平成に入ってからである。現在は社地の南北は幹線に、東西は商業地及び住宅地になっている。
- 昭和62年（1987年）、現在の茨城県道203号土浦阿見線の西郷交差点から霞台交差点までを短絡するバイパス部分の道路区域が決定され、平成2年（1990年）までに開通した。これにより社地の北方の一部（本殿裏）が道路区域となった。
- 平成2年（1990年）、中郷土地区画整理事業が開始された。
- 平成4年（1992年）、表参道側に国道125号阿見美浦バイパスが開通した。
- 平成22年8月21日（2010年）、町界町名地番整理事業により町名が「大字阿見（字宮脇）」から「中郷二丁目」に変更された[15]。

## 周辺の神社
鹿島神社
茨城県稲敷郡阿見町青宿882番地（旧信太郡青宿村）
祭神・建御雷之男命
- 創建不詳。旧無格社。
- 阿見の北隣に位置する青宿（あおやど）の鎮守社である。霞ヶ浦湖岸の島状台地上にあり、境内には6世紀頃築造の青宿古墳群がある。
- 戦争遺構としての側面も持つ神社で、社地は旧土浦海軍航空隊の最寄りの高台であったため、戦時中は防空壕が掘られていた。しかし、昭和20年6月10日（1945年）の空襲で防空壕の入口が爆撃され、避難中の航空隊員や教官が生き埋めとなり、戦死者281名、重軽傷者119名という多大な犠牲が出た。青宿集落でも住民6名が犠牲となった。現在、境内に阿見町名所百選の解説板と「第二次世界大戦被爆跡記念之碑」が建立されている。